# Kohleralm
Die Kohleralm (auch: Kohler-Alm oder Kohler Alm) ist eine Alm am Zwiesel auf dem Gebiet der Gemeinde Schneizlreuth. Weitere Bezeichnungen sind Gruber-Alm oder Grub-Alm, der obere Teil hieß früher Nagl-Alm.
Die Geschichte der Kohleralm lässt sich bis mindestens ins Jahr 1532 zurückverfolgen. Damals hieß die Alm allerdings noch Obere Staffn Alm.

## Bauten
Der Kaser der Kohleralm befindet sich in einer Kammmulde im westlichen Bereich der Almlichte. Der Wohnbereich des insgesamt 14 × 7 Meter großen Gebäudes ist aus Steinen gemauert, ab dem Kniestock wurde das Gebäude – wie auch der angeschlossene Stall – in Blockbauweise errichtet. Der Westgiebel ist teilweise verschindelt und teilweise mit Blech beschlagen. Der Hauptzugang erfolgt auf der östlichen Giebelseite, weitere Zugänge sind am Westgiebel und an der nördlichen Traufseite. Der Grashof ist umzäunt, dort sind Almtische sowie ein Holzgrand mit Laufbrunnen aufgestellt.
Nördlich des Kasers befindet sich eine 	7 × 4,5 Meter große Holzhütte. Das Gebäude ist verschindelt und zweigeteilt. Den südlichen Teil bildet ein offener Viehunterstand. An der Holzhütte befindet sich ebenfalls ein Holzgrand mit Laufbrunnen.

## Heutige Nutzung
Die Kohleralm ist bestoßen und wird in den Sommermonaten bewirtet.

## Lage
Die Kohleralm befindet sich am Gamsknogel, der den westlichen Teil des Gebirgsstocks des Staufens bildet. Die Alm liegt westlich des Gamsknogels auf halber Strecke zwischen Angerstein und Zehnerstein auf einer Höhe von 1450 m ü. NHN.
Die Alm ist nur zu Fuß erreichbar, Wanderwege führen vom Jochbergparkplatz in Schneizlreuth und von den Inzeller Ortsteilen Einsiedl und Adlgaß zur Alm. Wahlweise kann man vom Jochberg aus auch über die Zwieselalm zur Kohleralm wandern oder über Zwieselalm, den Zwieselgipfel und den Gamsknogel.